# Marsac-sur-Don
Marsac-sur-Don é uma comuna francesa na região administrativa da Pays de la Loire, no departamento de Loire-Atlantique. Estende-se por uma área de 27,68 km². Em 2010 a comuna tinha 1 530 habitantes (densidade: 55,3 hab./km²).